# دیدیه اوانو
دیدیه اوانو (انگلیسی: Didier Ovono؛ زادهٔ ۲۳ ژانویهٔ ۱۹۸۳) بازیکن فوتبال اهل گابن است.
از باشگاه‌هایی که در آن بازی کرده‌است می‌توان به باشگاه فوتبال اوستنده، باشگاه فوتبال پاسوژ د فریرا، باشگاه فوتبال لو مان، باشگاه فوتبال سوشو، باشگاه فوتبال پاریس اف سی، و باشگاه فوتبال دینامو تفلیس اشاره کرد.
وی همچنین در تیم ملی فوتبال گابن بازی کرده‌است.